# 6245 Ікуфумі
6245 Ікуфумі (6245 Ikufumi) — астероїд головного поясу, відкритий 27 вересня 1990 року.
Тіссеранів параметр щодо Юпітера — 3,556.